# Jacqueline Mazéas
Pour les articles homonymes, voir Mazéas.
Jacqueline Mazéas, née Martin le 10 octobre 1920 à Denain, morte le 9 juillet 2012 à Darnétal est une athlète française spécialiste du lancer du disque.

## Biographie
De 1933 à 1937, elle pratique la rythmique et la gymnastique à Denain. Puis elle déménage et se consacre un temps au basket-ball en Normandie, au Stade Malherbe Caennais. Sélectionnée pour les Jeux olympiques de 1948, à Londres, elle remporte la médaille de bronze du concours du lancer du disque avec 40,47 m, après avoir été dans son pays la première française à lancer l'engin au-delà des 40 m. La Française est devancée par sa compatriote Micheline Ostermeyer et l'Italienne Edera Cordiale. 
Licenciée successivement dans les patronages de Denain, Rouen et Caen affiliés au Rayon sportif féminin puis au Stade sottevillais, entraînée par M. Mazéas, Jacqueline Mazéas détient deux titres de championne de France de la discipline et améliore à quatre reprises le record de France du lancer du disque. Elle est la première Française à franchir la distance des 40 mètres au lancer du disque (40,49 m en 1948), alors qu'elle est au G.A., puis à l'A.S.P.C. Rouen. Elle est aussi monitrice d'éducation physique durant cette période.

## Palmarès
| Année | Compétition            | Lieu     | Résultat           | Marque  |
| ----- | ---------------------- | -------- | ------------------ | ------- |
| 1946  | Championnats de France | Colombes | Médaille d'or      | 38,14 m |
| 1947  | Championnats de France | Colombes | Médaille d'or      | 38,03 m |
| 1948  | Jeux olympiques        | Londres  | Médaille de bronze | 40,47 m |

- Également vice-championne de France du lancer du disque en 1943, 1944 et 1945.
- Victorieuse de l'épreuve du disque lors de la rencontre France-Pays-Bas en août 1947[4].
- Victorieuse de l'épreuve du disque lors des Journées Léo Lagrange de septembre 1947[5].